# Dhritsaíika
Dhritsaíika (Dritsaiika) är en ort i Grekland.   Den ligger i prefekturen Nomós Piraiós och regionen Attika, i den sydöstra delen av landet, 50 km sydväst om huvudstaden Aten. Dhritsaíika ligger 39 meter över havet och antalet invånare är 205.
Terrängen runt Dhritsaíika är huvudsakligen kuperad, men österut är den platt. Havet är nära Dhritsaíika åt sydost.  Närmaste större samhälle är Aegina, 18,1 km norr om Dhritsaíika. 